# طويس طاجيكي
الطويس الطاجيكي (الاسم العلمي: Aglais nixa) (بالإنجليزية: Tadjikistan Tortoiseshell)‏ هو نوع من الحشرات يتبع جنس الطويس من فصيلة الحورائيات.